# 안드레이 산투스
안드레이 나시멘투 두스산투스(포르투갈어: Andrey Nascimento dos Santos, 2004년 5월 3일 ~ )는 브라질의 축구 선수이며, 리그 1의 스트라스부르에서 중앙 미드필더로 뛰고 있다.
바스쿠 다 가마 유스를 졸업한 산투스는 2021년 3월 6일 16세의 나이로 프로 데뷔 전을 치렀다.
2023년 1월 7일, 1800만 파운드 (약 272억)의 이적료에 잉글랜드의 첼시로 이적했다. 3월 2일, 산투스는 워크 퍼밋 문제로 바스쿠 다 가마와 임대 계약을 맺고 복귀했다. 8월 25일, 노팅엄 포레스트로 임대 이적했으나 2024년 1월 3일, 산투스의 경기 출전 시간 부족으로 첼시가 임대 복귀 시켰다.